# Капустин, Сергей Николаевич
Сергей Николаевич Капустин  (16 февраля 1898, Москва, Российская империя — 1 октября 1974, Москва,  СССР) —  советский военный деятель, генерал-майор артиллерии (09.02.1944), заслуженный деятель науки и техники РСФСР  (1959), член-корреспондент Академии артиллерийских наук (19.12.1949).

## Биография
Родился 16 февраля 1898 года в Москве в семье присяжного поверенного. С марта 1915 года, учась в гимназии, работал репетитором у частных лиц. В 1916 году закончил с золотой медалью московскую гимназию им. Г. Шелапутина и в том же году поступил на Историко-филологический факультет Императорского Московского университета уволен из университета по прошению 21 февраля 1917 года. 
С февраля по июль 1917 года - юнкер Михайловского артиллерийского училища, выпущен из училища (10-й ускоренный выпуск).  С июня 1917 года  по январь 1918 года - младший офицер 5-го запасного артиллерийского дивизиона, а потом 1-й запасной мортирной батареи Юго-западного фронта в Курске. В январе 1918 года демобилизовался в звании прапорщик и поступил в Московский университет, одновременно продолжил репетиторство, а с ноября 1918 года работал в 9-м отделе Московского совета.
В марте 1919 года по мобилизации студентов-офицеров после 2-го курса вступил в Красную армию и назначен командиром взвода конно-артиллерийского дивизиона Московской кавалерийской дивизии. С марта 1920 года - помощник командира батареи, с мая 1920 года - командир батареи конноартиллерийского дивизиона Московской (затем 1-й) кавалерийской дивизии. Участвовал в Гражданской войне в апреле 1919 года по  октябре 1920 года на Уральском и Южном фронтах. С апреля 1921 года - слушатель Военно-педагогического института РККА. С ноября 1921 года - преподаватель 4-й пехотной школы (Курск). С сентября 1924 года - в 1-й Советской объединённой военной школе РККА имени ВЦИК.: преподаватель, с июня 1928 года - помощник начальника учебного отдела, с октября 1930 года - преподаватель, с октября 1932 года - руководитель кафедры артиллерии, с января 1936 года  - старший преподаватель кафедры артиллерии. За успехи в деле подготовки кадров для РККА, в  августе 1936 года  был награждён орденом Красной Звезды.   Член ВКП(б) с 1937 года.  В 1937 года окончил вечернее отделение Артиллерийской академии им. Ф. Э. Дзержинского.
С сентября 1938 года - ассистент кафедры артиллерии Военной академии им. М. В. Фрунзе. С октября 1938 года - доцент кафедры стрельбы Артиллерийской академии им. Ф. Э. Дзержинского. С июля 1941 года - начальник Пензенского минометного училища. С июля 1944 года - заместитель начальника Высшей офицерской артиллерийской школы — председатель Артиллерийского стрелково-тактического комитета. С августа 1947 года - начальник Научно-исследовательского института стрельбы наземной артиллерии (НИИ-1) Академии артиллерийских наук. С марта 1954 года - начальник кафедры стрельбы Военной артиллерийской инженерной академии им. Ф. Э. Дзержинского. С ноября 1960 года  генерал-майор артиллерии Капустин  в отставке.
Специалист в области теории стрельбы наземной артиллерии, стрелкового дела. Имеет более 20 печатных трудов.
Умер 1 октября 1974 года. Похоронен в Москве на Кузьминском кладбище. 

## Награды
- орден Ленина (21.02.1945)[4][5]
- два ордена Красного Знамени (03.11.1944[6][5], 20.06.1949[7][5])
- орден Отечественной войны I степени (22.11.1944)[8]
- орден Красной Звезды (16.08.1936)[9][8]
  - медали в том числе:
  - «XX лет Рабоче-Крестьянской Красной Армии» (1938)[8]
  - «За победу над Германией в Великой Отечественной войне 1941—1945 гг.» (26.08.1945)[10]

## Труды
- Стрелково-артиллерийский задачник. М.:
- Оборониздат, 1928. 208 с. (соавторы Пржигодский В., Косолапов В.);
- Артиллерия. Учебник для пехотных и артиллерийских школ. 2-е изд. перераб. М.: Оборониздат, 1934. 272 с. (соавтор Александер Н. М.);
- Методика подготовки учения с войсками. Конспект лекции. М.: Арт. академия, 1941. 22 с.;
- Курс артиллерии. Кн. 6. Артиллерийские приборы. М.: Воениздат, 1943. 251 с.;
- Учебник артиллерии для пехотных и кавалерийских училищ. Изд. 10-е. М.: Воениздат, 1945. 240 с.;
- Курс артиллерии. Кн. 6. Приборы наземной артиллерии. 2-е изд. М.: Воениздат, 1947.388 с.;
- Исследование процесса формирования начальных условий вылета снаряда и их влияние на кучность и точность стрельбы наземной артиллерии. Ч. 1 и 2. М., 1958;
- Управление огнем дивизиона и группы. М.: ВАД, 1960;
- Определение среднего расхода огнеприпасов при стрельбе на разрушение // Артиллерийский журнал. 1940. № 2. С. 46-52;
- Накрывающие группы при ударной пристрелке // Артиллерийский журнал. 1940. № 6. С. 37-45;
- Расчет расхода снарядов при постановке огневого вала // Артиллерийский журнал. 1945. № 4. С. 31-33;
- К выходу новых Правил стрельбы наземной артиллерии 1945 г. // Артиллерийский журнал. 1945. № 5-6. С. 5-8;
- О методике стрелково-артиллерийской подготовки офицерского состава // Артиллерийский журнал. 1945. № 7. С. 21-30;
- О подготовительных упражнениях к боевой стрельбе // Артиллерийский журнал. 1946. № 1. С. 12-24;
- Обоснование ширины первой вилки // Артиллерийский журнал. 1946.	№ 8. С. 28-31;
- Обеспечение накрывающих групп // Артиллерийский журнал. 1946. № 10-11. С. 57-61;
- Обоснование некоторых вопросов пристрелки по наблюдению знаков разрывов // Артиллерийский журнал. 1955. № 2. С. 28-32; № 3. С. 25-33; № 4. С. 31-36; № 5. С. 23-29; № 6. С. 26-32;
- Памятный бой // Артиллерийский журнал. 1958. № 2. С. 16-17;
- Курс теории стрельбы наземной артиллерии (ч. 1-я Г. И. Блинов; ч. 2-я В. Г. Дьяконов). Критика и библиография // Известия ААН. Выпуск 26.1952 г. С. 137-148;
- К вопросу об управлении огнем артиллерии // Известия ААН. 1952. № 29. С. 3-9.